# Ausländer (Rammstein)
Ausländer è un singolo del gruppo musicale tedesco Rammstein, pubblicato il 30 maggio 2019 come terzo estratto dal settimo album in studio Rammstein.

## Tracce
Testi e musiche dei Rammstein.
Download digitale
1. Ausländer – 3:50
2. Ausländer (RMX by R3hab) – 3:49
3. Ausländer (RMX by Felix Jaehn) – 3:28

CD singolo
1. Ausländer (Album Version) – 3:51
2. Radio (Album Version) – 4:37
3. Ausländer (RMX by R3hab) – 3:50
4. Ausländer (RMX by Felix Jaehn) – 3:27
5. Radio (Remix by twocolors) – 5:00

10"
- Lato A

1. Ausländer (Album Version) – 3:51

- Lato B

1. Radio (Album Version) – 4:37
2. Radio (Remix by twocolors) – 5:00

## Formazione
Gruppo
- Till Lindemann – voce
- Richard Z. Kruspe – chitarra
- Paul Landers – chitarra
- Oliver Riedel – basso
- Doktor Christian Lorenz – tastiera
- Christoph Doom Schneider – batteria

Altri musicisti
- Ben Bazzazian – programmazione aggiuntiva

Produzione
- Olsen Involtini – produzione, registrazione, missaggio
- Rammstein – produzione
- Tom Dalgety – produzione e ingegneria del suono aggiuntive, registrazione
- Florian Ammon – ingegneria e montaggio Pro Tools e Logic
- Sky Van Hoff – registrazione chitarra, produzione aggiuntiva chitarra
- Svante Forsbäck – mastering

## Classifiche
| Classifica (2019-23) | Posizione massima |
| -------------------- | ----------------- |
| Austria              | 29                |
| Belgio (Fiandre)     | 52                |
| Germania             | 2                 |
| Lituania             | 70                |
| Svizzera             | 38                |
| Ungheria (download)  | 19                |